# Aeropuerto Internacional de Kannur
El Aeropuerto Internacional de Kannur (IATA: CNN, OACI: VOKN) es un aeropuerto que sirve a Kannur, una ciudad de Kerala, India. Está situado a 30 km de la ciudad en el pueblo de Mattanur, y su dueño y operador es Kannur International Airport Limited, una alianza público-privada. El aeropuerto tiene una pista y una terminal donde operan vuelos nacionales e internacionales. Abrió en diciembre de 2018 después de dos décadas de planificación y construcción. La pista tiene como fin estimular la economía del norte de Kerala y facilitar los viajes de quienes proceden de la región y trabajan en el extranjero, principalmente en el Medio Oriente.

## Historia
La historia de la aviación en Kannur comienza en los años 1930. En el Fuerte San Angelo había una pista que recibía el correo aéreo del acantonamiento local. La compañía Tata empezó a volar a esta pista en octubre de 1935, haciendo una escala técnica en su vuelo de Bombay a Thiruvananthapuram.
62 años más tarde, el ministro de aviación civil expresó su apoyo por la construcción de un aeropuerto cerca de Kannur que sirviera a todo Malabar, una región en el norte de Kerala. La pista se encontraría en Mattanur, un pueblo a 30 km de Kannur. La infraestructura de transporte de Malabar era inferior a la del sur del estado, donde la economía había crecido mucho más rápido también. El gobierno estatal autorizó el proyecto en enero de 1998; no recibió la aprobación del gobierno central hasta 10 años más tarde. El proceso de adquirir tierras comenzó después, y a fines de 2009 se incorporó la compañía Kannur International Airport Limited (KIAL) como una alianza público-privada. KIAL construiría el aeropuerto y sería su dueño y operador cuando abriera. Aunque se colocó la piedra angular en diciembre de 2010, varios problemas técnicos y administrativos demoraron el inicio de las obras a noviembre de 2013. El costo final del proyecto resultó ser aproximadamente 23 mil millones de rupias.
El ministro jefe de Kerala y el ministro de aviación civil se reunieron el 9 de diciembre de 2018 para inaugurar el sitio como el cuarto aeropuerto internacional del estado, los otros siendo los aeropuertos de Cochín, Thiruvananthapuram y Kozhikode. Ese día partió el primer vuelo comercial del aeropuerto, de Air India Express con destino a Abu Dabi. Se anticipaba más turismo a Malabar y Coorg, una región del estado vecino de Karnataka, así como mayores exportaciones de especias, textiles, vegetales y otros productos de la zona. Se pretendía también que el aeropuerto sirviera a los muchos indios no residentes (NRIs por sus siglas en inglés) que eran de la región y trabajaban en el Medio Oriente.

## Instalaciones
El aeropuerto de Kannur cubre 2300 acres y cuenta con una pista designada 7/25 que mide 3050 x 45 m. La terminal ocupa 95000 m² y es integrada, es decir, recibe tanto a vuelos nacionales como a vuelos internacionales. Puede atender a 4,6 millones de pasajeros al año.

## Aerolíneas y destinos

### Destinos nacionales
Se brinda servicio a las siguientes ciudades de India:
| Aerolíneas        | Destinos                                                                          |
| ----------------- | --------------------------------------------------------------------------------- |
| Air India Express | Bangalore, Mangalore, Thiruvananthapuram                                          |
| IndiGo            | Bangalore, Bombay, Chennai, Hyderabad, Kochi, Thiruvananthapuram, Tiruchirappalli |

### Destinos internacionales
El aeropuerto de Kannur también está enlazado con varios destinos internacionales:
| Ciudades por países    | Nombre del aeropuerto                  | Aerolíneas               | Aeronaves | Frecuencias semanales |
| Asia                   | Asia                                   | Asia                     | Asia      | Asia                  |
| ---------------------- | -------------------------------------- | ------------------------ | --------- | --------------------- |
| Arabia Saudita         |                                        |                          |           |                       |
| Riad                   | Aeropuerto Internacional Rey Khalid    | Air India Express        |           |                       |
| Yeda                   | Aeropuerto Internacional Rey Abdulaziz | Air India Express        |           |                       |
| Baréin                 |                                        |                          |           |                       |
| Manama                 | Aeropuerto Internacional de Baréin     | Air India Express        |           |                       |
| Catar                  |                                        |                          |           |                       |
| Doha                   | Aeropuerto Internacional Hamad         | Air India Express IndiGo |           |                       |
| Emiratos Árabes Unidos |                                        |                          |           |                       |
| Abu Dabi               | Aeropuerto Internacional de Abu Dabi   | Air India Express        |           |                       |
| Dubái                  | Aeropuerto Internacional de Dubái      | Air India Express        |           |                       |
| Sharjah                | Aeropuerto Internacional de Sharjah    | Air India Express        |           |                       |
| Kuwait                 |                                        |                          |           |                       |
| Ciudad de Kuwait       | Aeropuerto Internacional de Kuwait     | Air India Express        |           |                       |
| Omán                   |                                        |                          |           |                       |
| Mascate                | Aeropuerto Internacional de Mascate    | Air India Express        |           |                       |

## Estadísticas
Ver fuente y consulta Wikidata.